# Syntormon iranicus
Syntormon iranicus är en tvåvingeart som beskrevs av Negrobov och Loïc Matile 1975. Syntormon iranicus ingår i släktet Syntormon och familjen styltflugor. Inga underarter finns listade i Catalogue of Life.